# サンタクロース・オフ!
『サンタクロース・オフ！』 (Santa Claus-off) は、阿部かなりによる日本の4コマ漫画作品。芳文社『まんがタイムきらら』に2014年1-2・4-7月号のゲスト掲載の後、同年8月号から2015年9月号にかけて連載された。
『サンタクロース』を名乗る妖精達とサンタクロースの存在を疑い始める年頃の女の子たちが、サンタクロースの雪日が失ってしまったチカラを取り戻すため奮闘したり、人間の世界の四季折々に触れて楽しんだりといった様子が描かれている。
作者はシーズンイベントが好きと話しており、その中から「サンタクロース」と「クリスマス」をテーマにした物語である。単行本のあとがきではサンタクロースというテーマで夢のある話と位置づけられている。
またきらら掲載の4コマ漫画では珍しく、連載の1話は10ページと他作品の通常である8ページ以上のボリュームであった（巻末の描き下ろしのみ6ページ）。

## あらすじ
クリスマス前、サンタの儀式を行うため人間の世界にやってきた雪日は、マモノに襲われて人間の家に逃げ込んだのだが、油断してそのまま寝てしまった隙に、その家の人間、睦月に触られ、虫かごに入れられてしまう。人間に触れられたことで雪日が持っていたサンタクロースのチカラは意思を持つ精霊、チカラの欠片として世界に飛散してしまった。チカラを失った雪日は睦月の家に留まって、サンタの正体を知ってショックを受けつつも責任を感じた睦月と一緒にチカラを取り戻すために欠片探しを始める。そんな二人の周りに雪日の後任として儀式を行いに来た花、睦月の友達咲やサンタの生き方に退屈を感じ咲の家に居候しているナナ、サンタクロース伝承の地北欧からやってきたサンタの正体も知っている転校生エルナにエルナと毎年遊んでいたお偉いサンタのアクアとマリンなど、サンタとその正体を知る子供たちが集まり、欠片探しの手伝いをしたり一緒に遊んだりと、賑やかな毎日を送るニューサンタストーリー。

## 登場キャラクター

### サンタクロースたち
雪日（ゆきひ）
この物語の主人公であるチカラを失ったサンタクロース。
ジングルベルを思わせる鈴で髪の毛をツインテールにしており、服は雪の結晶をイメージさせる青いドレス。そのドレスのスカート部分にはチカラを失った戒めとして主から花を通して渡された猛省バッジを着けている。この猛省バッジには動物よけの効果があるとのこと（詳細は後述）。外でも裸足でいることが多い。
本当の名前は雪降る子の日雫湖と同化せし頃夜明けと共に生まれし光であり、サンタの世界では友達から雪の子の日と呼ばれていた。雪日の名前はそれでも長いと感じた睦月の提案で採用された人間の世界での名前である。
頑張り屋で、サンタの試験に何度も落ちながらも挫けず合格したり、意思疎通のチカラに頼らず日本語を自力で勉強して睦月たちと会話してみせたりと努力家。口調も片言ながら非常に丁寧、ややもすればちょっと生真面目っぽい口調である。そんな経歴と性格からか、サンタの仕事には「子供達を笑顔にする名誉ある仕事」と並々ならぬ誇りを持っており、咲の家でナナと初対面した際はナナの行動を許容できず、説教じみたことを始めている。ただ口調に関しては過去編及び全ての欠片を取り戻し睦月たちと別れて以降は片言ではなく普通に話せるようになっている。
睦月たちのいる町でサンタの儀式を行うためクリスマス一週間前にサンタの世界からやってきたが、マモノに餌と思われ襲撃を受ける。転移のチカラで睦月の家の中へ逃げ込んだが、睦月のベッドで寝てしまったのが仇となり、帰ってきた睦月に触られてしまい、持っていた4つのチカラ全てを失う羽目になった。それ以来チカラを取り戻すため、睦月の部屋に居候しながら睦月たちと一緒に「チカラを取り戻すための試練」に挑んでいる。
チカラを失った経緯といい、少々ドジなところがあり、かつ貧乏クジも引きやすいタイプ。努力しても空回りしてしまい報われぬ結果に終わることもしばしばある。それでも悲観的になることなく、初めて経験する人間の世界を楽しみながら欠片探しに勤しんでいる。だが欠片探しは主に睦月と一緒に行っていることが多く、睦月の部屋に居候を始めてからは日中睦月が小学校に行っていて一緒になれないこともあり、暇を持て余して寝ていたりボーっとしていたりするだけで花をして「だらけている」と言われるほど怠惰な生活リズムになってしまった。さらには梅雨の存在を知らず雨が続くと知ってショックを受けたり日本の酷暑を体験してあまりの暑さに項垂れてしまったりと、思いもしない人間の世界の多彩性を目の当たりにしては新鮮な反応を示している。テレビ好きで雨が苦手（小さいので雨の一粒でも結構な衝撃となるため）。
また、サンタとしての性格から子供の頼みは断れないようで、睦月がサンタの儀式を見たいと言い出した際は、「内緒デスよ？」と念押しするだけで連れ出して儀式の様子を見せてしまっており、花から追及された際には苦し紛れの言い訳で言い逃れようとしていた。口も軽いのか初期は睦月にサンタの世界の事情や蘊蓄をちょくちょく語ることもあった。その話の中で、睦月のサンタに対する幻想や夢を壊すことも多い。その他にも正直過ぎる性格から思ったことや本音が顔に出ることもある。
手紙も書くがその際の文体は杓子定規な固い文章。
花とは身なりを注意してばかりに見えて「友達だから」と想われ手助けしてもらったりと根底の絆は深く、人間の世界で出会ったナナとも初対面以降は欠片探しを手伝ってもらったりと関係は良好である。
2巻で再会し取り戻した転移の欠片によると、本来はいい加減な性格だという。
チカラを失った当初はほぼ睦月と一緒でないと行動できないほど制限ある生活だったが、サンタの儀式の日に飛ぶチカラの欠片を花と睦月の手助けもあり取り戻すことに成功。同時に渡された猛省バッジの効果を知ってからは単独で外に出ることもあり、エルナと一緒に睦月と咲から町を案内された春休みの日には儀式を行った村観丘で意思疎通の欠片を見つけ頼みごとと引き換えに取り戻すことに成功しており、1巻時点で残りは転移の欠片と時の欠片となっていた。その後2巻に入ってからテレビで偶然エッフェル塔にいる転移の欠片を発見し、ナナの助力の元自分たちのいる町に連れて来てもらい、かくれんぼというゲーム形式ではあったものの梅雨を通り過ぎて海水浴に行った夏の日、灯台にいた欠片を無事発見、取り戻すことに成功した。さらに鈴璃が他の欠片の気配を感じ取ったのをきっかけに最後に残っていた時の欠片も同日中に発見したが、欠片がチカラを暴走させてしまったことで睦月と欠片を見失ってしまうという非常事態が発生。なんとか二人が無事に帰ってきた後は、転移の欠片に指摘された仕事を大事に思うあまり融通がきかなくなってしまう自身の欠点を自覚。失敗を繰り返さないための「反省」として次のクリスマスまでは時の欠片に残ってもらい人間の世界に留まることを決める。その後睦月たちに世話になりながら迎えた冬の日、睦月たちに最後のスキンシップとともに感謝の言葉を告げて時の欠片を取り戻しサンタクロースに復帰。初めての仕事を終えた後睦月曰く「あっさりと」「春を迎えた雪のように」姿を消し、サンタの世界へと帰っていった。
最終話の終盤では帰った後のことも描かれており、毎年クリスマスには町に降りて睦月たちの様子を見ていたことが明らかになる。そして帰ってから数年、睦月たちが既に中学生になったクリスマス、花に提案されて睦月へ手紙を送ることにする。数年ぶりに訪れた睦月の部屋が変わっていないこと、そして睦月が自分の渡したおみやげのビー玉や梅雨明け祈願で作った大量のてるてる坊主などを引き出しの中に大切に保管してあるのを見て、想い溢れて涙を零した。そしてその引き出しの中にトナカイの形に折った手紙をそっとしまい、転移で睦月の部屋を去るシーンで物語は終わる。
花（はな）
雪日の幼馴染でチカラを失った雪日の後任として睦月たちの町へとやってきたサンタクロース。
出不精で面倒くさがり屋であり、基本的に下着姿で外へ出るときも上に服を着ない。あまり働きたくはないらしい。しかし仕事ぶりは優秀で、雪日の後任としての仕事やアクアとマリンの捜索でも活躍した。
手紙のやりとりが好きで、雪日と度々魔法の折り紙で手紙をやりとりしているが、文体は面倒くさがりとは打って変わってポップでかわいこぶった、非常に凝ったものになり、本人とのあまりのイメージの違いに睦月の意識を飛ばしてしまうほど。
本当の名前は卯を迎え風静まりし日数多の命萌え出づる頃影に入る丘で生まれし花、通称影に入る丘の花だったが、睦月の提案により花と呼ばれるようになり、本人もあっさり受け入れた。
当初は人間に見られることを嫌い、関係者となった睦月との会話も睦月に目隠しさせるほどであったが、儀式の日に再開した際には「もう面倒臭いからいい」と触らないことを条件に目を合わせて会話するようになった。その後も人間の世界を仕事で訪れるに当たり、人目を気にすることはなくなった。
クリスマスが過ぎても帰ってこなかったアクアとマリンを捜索する仕事を「雪日の欠片探しに役立つかも」という理由で引き受け、見事見つけてみせている。アクアとマリンについては主の孫娘ということも含め詳しくは知らず、特別なチカラもないとわかりハズレ扱いしているが、捜索の際になにやらあったようで、本来ならはるか格上のアクアとマリンから「お姉様」と畏怖される存在になっている。またこの事件解決の報酬として、本来クリスマス前一週間しか人間世界にいられないのを、ある程度自由に行き来することを認められる権利を得るなど花自身もパワーアップしており、たまになら雪日の欠片探しを手伝う旨を伝えている。しかし、基本的に外に出ない生活のため、たまの仕事をすると筋肉痛で苦しんでおり、結局は宝の持ち腐れとなっている。
その後は主にアクアとマリンのお目付役として登場。サンタの世界で二人の権力を利用し図書館に入り、欠片やそのチカラについて調べ、雪日たちに情報提供してくれる。が提供してくれるのは情報だけで打開策までは見つけておらず、希望的観測を述べるだけで咲には「不安要素だけハモるな！」と文句を言われている。また時の欠片の情報を伝えに来た際は季節が夏であり、来た直後に暑さでダウンしていた。
最終話、無事睦月と欠片が帰ってきた後は、「人間の世界で反省する」という雪日の意思を尊重し（今まで面倒見た分帰ってきたらワザと散らかした自分の部屋の掃除をやってもらうとも言っていたが）賛成する。その後チカラを全て取り戻した雪日と儀式を行い去っていった。最終話の終盤、数年後の世界でも雪日と共におり、直接の接触を避ける雪日に「挨拶するくらいならいいんじゃない？」とも言っていた。結局雪日に却下されると「手紙くらいなら？」と勧め、雪日を睦月の部屋まで導いた。
ナナ
咲の家に居候しているサンタクロース。
サンタの赤と白をあてがった着物を着こなし、その上に背中に雪だるまが描かれた羽織を羽織っている。さらに話し方も語尾に「〜じゃ」がつくなどどこかおばあちゃんっぽい口調で冷静沈着なイメージが強く、単行本の登場人物紹介でも「しっかり者」と紹介されている。言葉遣いが足りていない咲の発言を注意訂正するのももっぱらナナの役目。髪型はポニーテール。
そんなしっかり者のイメージに反して本人は人間の世界の風習や文化に興味津々なようで、時には羽目を外してはしゃいでしまうという一面も持っており、たびたび咲や睦月から「何歳なんだ？」と訝しがられている。
試験に一発で合格したサンタクロースでありながら、その生き様には退屈を感じており、羽を伸ばしたくなってクリスマスの際人間の世界に降りて以降帰ることを拒否して咲の家に転がり込んだ。「あちらに帰る気はないのじゃ」と言っているが、咲からは単純に家出としか認識してもらえず、そこは少々不本意な御様子。
自分たちの世界へ帰る気はないものの逆にそれを活かす形で雪日の欠片探しを手伝う旨を申し出ている。全てのチカラを持っていることもあり雪日にとっては頼りになる助っ人である。
もっとも日中はもっぱら自分の趣味に時間を割いており、最近のマイブームは咲の国語の教科書に収録されている小説を読むことだったり、散歩の参考にと咲に地図を部屋に貼るようねだったり春には桜のお花見のことを咲から聞いた途端夜から待機していたりと人間の世界を満喫している模様。転移の欠片をフランスから日本まで呼び戻すための交渉に（パリ見物も兼ねて）赴いた際も、2〜3日程度留守にすると言っていたのがパリ見物にかまけて二週間もかかっていた。水が苦手なようで、海水浴に行った際は水着にも着替えず見物に徹した。
サンタの中でも博識で、アクアとマリンの出自についても知っていた。それほどの人物でありながら、なぜ彼女がサンタの生き様に息苦しさを感じるようになったのかは明らかになってはいない。が、ナナ本人は「テキトーなのが自由なのではなく、自分の思うことに真剣であることが自由ということじゃ」と雪日に発言しており、余り深くは考えていない。雪日の欠片探しに協力すると言っており、実際探索を一緒に行ったりしているが成果は上げておらず、1巻時点で雪日がチカラの欠片を取り戻した際にはどちらにも居合わせてはいなかった。
しかし2巻に入り転移の欠片がフランスにいることを雪日が発見した際は、フランスという遠過ぎる国に自身の転移のチカラを使って赴いて欠片と交渉し日本に呼び寄せるなど大活躍した。欠片と雪日のかくれんぼ大会が始まるとルールを説明する一方、「フェアではない」という理由でこれ以上雪日に手を貸すことはないと宣言、中立の立場を貫いた。
その後雪日が全てのチカラを取り戻し、サンタに復帰して帰ってから数年経ってもまだ咲の家に留まっている様子。呆れる花に雪日も「自由人ですから」とフォローするのが精一杯だった。それでも咲の家に居る頻度は少なくなっているらしい。
またナナと呼ばれてはいるが、それが本名なのか雪日や花のように長い本名が別にあるのかは不明であった。が、2巻カバー裏のおまけ4コマにて長い本名があると本人が認めた。しかし肝心の名前は「コマに収まらぬ程長いので秘密」というオチで結局明らかにされることはなかった。
アクア＆マリン
エルナと幼少期から仲良くしていたサンタクロースの双子姉妹。
姉妹だけあってそっくり（そもそも着ている服が同じ）だが、前髪を伸ばし左目が隠れているのがアクアで、そうじゃない方がマリンと区別はつく。さらにアクアは語尾に「〜ね〜」、「〜かしら」、マリンは語尾に「〜なの」、「〜の」が付く上、マリンの一人称は「僕」である。
「名前だけならサンタの誰もが知ってる」と雪日に言われるほどの著名人姉妹でお偉いさん扱いされている。その正体は主の孫娘。主に近い聖域で生まれた故に尊いというサンタの世界の伝統からお偉いさんとして扱われているだけで、本人らには自分たちが偉いという自覚があまりない。「特別なチカラなんて持っておらず、持っているのは権力ぐらい」と言っており、権力の凄さも自覚していない。
このような性格の上、エルナには「にぎやか」と評されており本人らも普段からテンションが高く、非常にマイペース。そしてなによりフリーダム。周囲を自分たちのペースに巻き込むことが多いが、花にだけは頭が上がらず「お姉様」と言いなりになっている。
クリスマス前に北欧から日本へ引っ越したエルナを探して春先までサンタの世界に戻らず人間の世界に滞在していたが、捜索要請が出たのを受けて花に見つかる。しかし花がエルナとの事情を知っていたのでその手引きでエルナと再会することができた。そして友達ができたエルナを見て安心し、サンタの世界に戻っていった。その後サンタの世界で事を大事にした罰として謹慎処分を受けて反省中。
しかし謹慎中に図書館に行っての欠片についての情報（主に転移の欠片についての情報）を調べていたらしく、謹慎が解けたその日に雪日宛てに犯行予告みたいな手紙を送りつけ、翌日には花も伴って睦月の家を勝手に訪問。調子に乗って花を怒らせる一歩手前まで差し掛かったが、怖れをなしてちゃんと転移の欠片について情報を教えた。春休みが明けて睦月たちが四年生になったパーティにも当然のように参加。そして時の欠片の騒動が起こった夏の日にも「呼ばれた気がした」という理由で登場。重い雰囲気を当たり前のようにブチ壊すも一応雪日やナナたちが知りたがっていた時の欠片についての情報を教えてくれた。睦月と時の欠片が帰ってきて以降は登場していない。
雪日たちのように長い本名があるのかは不明である。

### 小学生たち
睦月（むつき）
雪日のパートナー的な役割を担う人間サイドの主人公とも呼べる小学生の女の子で、全ての物語の発端・ともすればことの元凶ともいえるキャラクター。
左右のもみあげを肩に届くくらいの長さで整え、後ろ髪はそれよりちょっと短めで切りそろえており、カチューシャをしている。ミニスカート姿でいることが多い。黒髪。
小学三年生のクリスマスに雪日と出会い、触れたことで雪日のチカラを失わせてしまった張本人。そのことに関してはずっと責任を感じているらしく、最初に説明を受けた際には泣きじゃくっていた。その一方で雪日と出会ったことで自分がイメージしていたいわゆる「古典的なサンタ像」が崩れたことには少なからずショックを受けており、「夢が壊された」とも感じていたが、エルナの転校時には「サンタ」と聞くと真っ先に雪日の姿が出てくるまでに適応してしまっており、諦めはついた模様。
サンタの儀式を見たがるなど色んなことに興味津々であるが、作中では特にホラー好きな一面が強く描かれており、どこからともなく怖い話を始める、夜の学校に潜入したがるなどして怖がりの咲を泣かせることが多いなど、肝の据わった大胆な一面もある。スプラッターな話も平然とこなし、エルナを泣かせたこともある。
また女の子らしく料理、特にお菓子作りが得意なようで咲曰く、「誰にでも食べ物を配って心を盗んでいく」、「マショーの女」とも評される。睦月本人にとっては自覚はないものの、雪日と出会った当初もお菓子を与えており、エルナにもやはり機会があればお菓子を配っているので咲の誇張はあれど、周囲からは概ね納得されてしまっている。
自転車を持っているが、乗れない模様。
また目隠しして花と話したり、見えない欠片たちに話しかける際に決まってあさっての方向を向いて喋る癖があり、雪日からもその都度「どっち向いてるデス？」とツッコまれる。
雪日が転移の欠片を取り戻した海水浴の日、時の欠片のチカラで解けずに残っていた雪を発見し、欠片を刺激してしまったことで過去のサンタの世界に飛ばされてしまう。そこで過去、サンタになる前の雪日や花、すでにお偉いサンタのアクア＆マリンと出会い、正式なサンタになることを諦めかけていた雪日を励ます。事態が解決し帰る間際には雪日に感謝の言葉を伝え別れた。一連の記憶は全て失ったが元の世界へと無事帰還、もう少し人間の世界に留まることを選んだ雪日を暖かく迎え入れた。そして迎えた次の儀式の日、全てのチカラを取り戻して仕事を果たした雪日の活躍を見届けた。
数年後の中学生時代には髪が肩から背中にかかるくらいにまで伸びており、乗れなかった自転車にも乗れるようになっていた。雪日からの手紙を読んで感慨深さを感じつつも、「あの一年は楽しい思い出が増えただけで今ある楽しさが減ったわけではないから大丈夫、寂しくない」と心配してくれた咲に話している。
雪日を「私のサンタさん」と呼び、雪日のおかげで今までよりも少しクリスマスが待ち遠しくなったと独白して話は終わる。
咲（さく）
ナナを居候させている睦月の友達。
茶髪のツインテールでパンツルックでいることが多い。ボーイッシュな印象のあるキャラクター。
いつでも元気でゴーイングマイウェイな性格。まだ女性を理解するには幼い年齢のせいか、セクハラ的な言動に抵抗がなく、とりあえず睦月のパンツを覗いてみたり、エルナと親睦を深めるためと言ってスカートをめくってパンツを見たりと女としてはガサツな傾向がある。その一方で怖い話、とりわけホラーが大の苦手で睦月にこの手の話をされるたびに泣き付いている。夜一人でトイレに行くこともできず、同室のナナに同行を求めているほどその怖がりぶりは徹底している。
スケールの大きい言葉が好きで、世界と名のつくテレビ番組を全てチェックしている。作中転移の欠片が映った番組を雪日が出てくるのが終わりの方だから早送りしようとしたのを涙目で止めて全部見るんだと宣言するほど入れ込んでいるファンでもある。
睦月への友情は本物であり、四年生になってクラスが別々になった時には帰った後のパーティで泣きじゃくり、その後しばらくは休み時間の度に睦月の机まで入り浸っていた。最終話の後日談では雪日からの手紙を読んで感慨に浸っていた睦月が「寂しいのでは？」と心配し、紛らわそうと飛びついたりと、友達のことを心配してあげられる優しさの持ち主でもある。鈴璃とも初対面の日のうちに自分の好きな番組の録画を頼んだり翌日には「スズリン」と愛称で呼び背後から胸にタッチしたりしており、見知らぬ子と打ち解けるのも友達になるのも早い。
自宅は学校のすぐ近くであるが、遅刻が多いらしい。その割には遅刻しないことを去年今年の目標として上げていた模様。
ナナとどのようにして出会ったのかなど、サンタの正体を知るに至った経緯に付いては1巻現在全く語られておらず謎のままである。もっとも咲本人もナナの了承の元とはいえ、ナナのことを紹介して睦月を驚かせようとしたりと、自由に面白く生きることを求める傾向があり、そこはナナとも通じる点である。
睦月やエルナを引っ張っていくリーダー気質の持ち主でエルナへの町の案内や村観丘のお花見にその適性が垣間見える。また、運動神経はいいようでお花見の際エルナとバドミントンで壮絶なラリーを繰り広げた。ただスタミナ面ではエルナ以下のようで鈴璃の家に上がる階段ではへばっていた。さらにはたいへんなおしゃべりでもあり、話すのが苦手なエルナの番を奪う勢いで先手をとって捲し立てるように話したり、雪日やナナ相手に人間の世界のあることないこと話したりで、ナナからも「お主はほんに良ぉ舌が回るのぉ」と呆れられてしまっているほど。
数年後の中学生時代にはツインテールの髪がさらに長くなっており、制服とはいえスカート姿も初披露した。エルナ、鈴璃と並んで睦月を迎えに来ていたが、三人の中では一番身長が低かった。
エルナ
外国、サンタの伝承で有名な北欧からやってきた転校生。サンタの正体をアクアとマリンと出会っていたことから知っており、人見知りでシャイな女の子。お話や友達作りが苦手な子だったが、サンタの正体を知る者同士、睦月や咲と友達になる。愛称はエル。
すこしくすんだレモン色のロングヘアで左耳付近の髪をリボンでまとめている。この髪は癖っ毛で湿度の高い日には後ろから見るとクリスマスツリーに見えるほど撥ねてしまうらしいので梅雨時にはお団子にして後ろにまとめていた。ロングスカートでいる姿が多い。外国人だが父親が日本人のハーフであり、日本語も堪能。だがその父の影響からか、時折男顔負けの男口調で話すことがあり、ふわふわボイスと称される声とのギャップで驚かれることが多い。また、無邪気さから来るインパクトありすぎなコメントを発することもある。さらにサンタ絡みの件で大人に説明し辛い状況になると「妖精とお話ししていた」「デートしていた」などと相当テキトーなことも言う。
和服に興味津々なようで鈴璃に巫女服を着せてもらった際には珍しく周囲の褒め言葉に素直に照れていた。しかし足袋が畳で滑ってコケており、「和服難しいな…」との感想を述べた。
幼少の頃からアクア、マリンと遊んでいた。そのおかげで初対面の雪日ともすんなり話せたが、実は人間相手に会話をするのが大の苦手で転じて友達と呼べる相手が少ない生活だった。本人も自覚しており自己嫌悪から泣いてしまうこともあった。しかし雪日に「勇気という名のプレゼント」をもらい、励ましてもらえたことと事情を聞いた睦月と咲の歩み寄りによって友達になることができた。その様子はエルナを心配し探していて無事再会できたアクアとマリンにとっても安心できる光景だった模様。友達になった睦月と咲相手には前述の男口調やくだけた口調で話すことも多い。
実は咲に負けず劣らず運動神経が良く、バドミントンのラリーでは咲相手に一歩も引かない動きを見せつけた。スタミナもあり、咲ですら音を上げた鈴璃の家への階段を涼しい顔してクリアしている。
数年後の中学生時代には背も伸び、ロングヘアをサイドポニーにしている。
鈴璃（すずり）
2巻になり、睦月たちが四年生になってから登場した新キャラ。村観丘の階段の頂上にある神社の娘さん。
睦月よりさらに黒みのある黒髪のセミロングで左右の髪をおさげにしている。家の手伝いをしている時は巫女服でいる（勿論普通の服も着る）。割と表情が変わらないことと霊感じみた色々な気配を感じ取れる力もあいまって、ちょっとミステリアスな性格をしている子。何の脈絡もなく手品を披露したこともある。上述の力で雪日の存在を知ったことをきっかけに睦月たちと行動を共にするようになり、友達になる。
高い所が好きな転移の欠片の行方を探し睦月たちが村観丘のてっぺんへと階段を上った際に迎えてくれて、汗をかいた睦月と咲のためにお風呂まで提供してくれた。そして睦月たちがお風呂に入っている間に変わった気配を感じ取り雪日を発見。妖怪かと思って捕まえたことでサンタの正体を知ることになった。もっとも鈴璃本人は神社という和風な家で育ったせいかサンタクロースというものを「聖夜に笑いながら飛び回る西洋の妖怪」などと認識しており、雪日を落ち込ませてしまっている。
睦月たちの事情を知り友達になってからはその力で欠片の気配を探すなどのサポートで活躍。適当極まりない占いで転移の欠片がいる方角を占った際はみんなに「ダメだ」と思われていたが、実際占いが示した方角の先にある海の灯台に転移の欠片がいたため、実は結構占いの精度もいい（アバウトではあるが）。
村観丘のてっぺんという遠い場所に家があるためか、友達は多くはなかったようで咲の家を訪問した際「友達の家にお呼ばれするのは初めて」と話している。また色々「感じたり」「見えたり」する発言が恐怖を誘うのか咲の恐怖心を煽る子でもある。
数年後の中学生時代にはよりおさげの髪が伸びた姿になっている。すっかり睦月たちとは打ち解けた様子であった。

### チカラの欠片
雪日が失ったチカラの元である精霊たち。それぞれの能力を常に使っている形で行動している。サンタクロースの持つチカラはとても繊細なものであり、人に干渉されることを嫌うため、人間がサンタに触れてしまうと一瞬で消え去ってしまう。ただしそれは4つ全てのチカラが揃っているときに限られており、1巻時点でひとつ〜ふたつしかチカラを取り戻していない雪日は睦月と接触・スキンシップをしていても問題ない状態が描かれている。チカラを取り戻す方法のひとつに、「触れた者を死なす」というのもあるようだが、それを実行に移す者はいないとのこと。

また、欠片の情報は基本的に漏洩禁止事項とされている。
飛行の欠片
サンタに飛行能力を与えるチカラの欠片。ただし速度はあまり出ない。サンタの儀式の日、花に発見され、花と睦月の連係プレーで雪日の元へ戻った。
意思疎通の欠片
サンタに動物植物無機物問わずなんとでも会話できる能力を与えるチカラの欠片。常に何かと話している。あらゆるものと会話が出来るこの欠片の声は人間でも聞こえるので睦月たちも姿は見えずとも会話することができた。村観丘のタンポポのふもとで留まっており、エルナから情報を得た雪日によって発見された。雪日を「宿主様」と呼び、雪日の元に戻るのにも抵抗しなかったが、唯一のお願いとして留まっていたタンポポの種を木に引っかかった状態から風にのせて遠くまで飛ばしてほしいと依頼し、それを雪日が成し遂げたことで雪日の元へと戻った。
転移の欠片
サンタに空間転移の能力を与えるチカラの欠片。語尾に「にゃ」がつき、雪日のことは「雪日」と書いて「やどぬし」と呼んでいる。1巻では試練内容を伝えにきた花と雪日の会話中、雪日に引寄せられる形で現れたが、捕まえることもできずすぐに転移して逃げられてしまった。
その後2巻になって本人不在のままアクアとマリンが調べた特徴が伝えられた。それによると明るく元気な楽観主義者で楽しいことをより優先する傾向があり、空を飛ぶことに憧れておりそこから転じて高い所が好きだと判明。そしてあろうことか本人は海外フランスパリのエッフェル塔にいたことが判明。その後転移のチカラでフランスにやってきたナナと話をして雪日との話し合いに応じ日本に戻ってくる。しかしサンタの使命に燃える雪日の説得を楽しくなさそうとバッサリ切り捨てた。自分の事の方が大事だと言いつつも雪日のことは嫌ってはおらず戻るのもやぶさかではないとして雪日に「楽しむこと」の大切さを伝えるべく、かくれんぼ大会の開催を告げまたも去ってしまう。その後梅雨を経て夏を迎えた頃、海に海水浴にきていた雪日に灯台のてっぺんで発見される。雪日にもっとゆとりをもち、仕事以外のことも楽しんでほしいと告げ、ゲーム終了の掛け声を受けて雪日の元へと戻った。
時の欠片
サンタにかかる時間干渉を遮り、サンタの身体的成長を止め、不老不死にするチカラの欠片。身を寄せている場所の時間を止めるらしく、ナナは「一カ所だけ残った雪」、「春になっても咲かぬ花」等に例えた。1巻では全く登場していなかった。
その後2巻の終盤に登場。発見されたのは転移の欠片が雪日の元に戻ったその日であった。転移の欠片が留まっていた灯台の麓で冬場積もった雪の時間を停め、身を寄せていたのを発見される。だが鈴璃の気配感知報告を受けた雪日が見つけるよりも早く残っていた雪に気付いた睦月が近付き、雪日も転移で飛び込んだため驚いてチカラが暴走、自身と睦月を過去に飛ばしてしまう。二人が消えた直後現れた花とアクア＆マリンによってそのチカラが底知れない強大なものであること、繊細な欠片の中でもそれが際立っていること、暴走が起こると何が起こっても不思議じゃないことが明かされた。これを聞いた咲たちは睦月はもう帰ってこないのかと落ち込んでしまうが、花たちは同時に欠片の性格は基本的に無気力なだけで欠片自身が戻りたいと思えば戻れる希望はあると発言し、二人の帰還を待つことになる。睦月は過去のサンタの世界に転移したが、欠片本人は転移の際欠片自身の故郷に戻っており、アクアとマリンの権力と働きによって無事発見され、睦月と共に元の場所に帰ることになった。その際過去の雪日を通じて睦月に「ごめんなさい」と謝罪の言葉を伝え元の世界へと二人で帰還。このとき歴史のズレを防ぐべく睦月たち関係者の記憶を消すチカラも使ってみせた。
最終話で帰還した後は人間の世界で反省することを決めた雪日の提案を受け入れ、次のクリスマスまで再び待つことになる。そして儀式の日が近付いて来た冬の日、雪日の元へと戻っていった。

### その他のキャラクター
睦月のママ
睦月のお母さん。洋服を作る仕事をしているらしく、雪日サイズのサンタドレスなども作っていた。雪日に出会って睦月がサンタの正体を知ったことは知らず、相変わらずプレゼントはサンタさんからと言い張っている。また家を尋ねてきた咲と密談し、睦月を驚かせる許可を与えたりとイタズラ好きな一面もある。
実はサンタの儀式の日、睦月の肩に乗っかっている雪日を目撃し、雪日の「行ってきマスデース！」に対し「行ってらっしゃいでーす」と明確に会話までしているが、その正体に気付いているのかは謎。
咲のお父さん
咲の父親で咲からは「お父」と呼ばれている。娘との仲は良好で一緒に映画を見るほどだが、ベッドシーンなどはまだ見せられないためチャンネルを突発的に変えたりと気苦労が耐えない。毎月第三日曜日は娘とゲームで対戦している。
エルナの両親
母は北欧の外国人、父は日本人。父は娘に日本語だけでなく「桜は日本人のジャスティス！」などかなり片寄った知識を教えてしまっている。またこの父、梅雨時湿気でぼさぼさになった娘の髪をクリスマスツリーみたいだと笑うらしい。
誉ねーちゃん（ほまれねーちゃん）
駄菓子屋のおばあちゃんの孫娘で、駄菓子屋の隣で書店を営んでいる社長。「客のだいたいはねーちゃん目当て」と咲に言わしめるほどの美人。大変ピュアな心の持ち主で妖精を信じるどころか未だに古典的なサンタを信じている模様。
鳥類
通称マモノ。大多数の鳥にとって雪日達サンタクロースは「エサ」という認識であり、飛行速度もサンタより段違いなので雪日やナナからも怖れられている。その一方でナナと話に興じる鳥もおり、全鳥類が敵というわけではない模様。

## 用語集
サンタクロース
本作におけるサンタクロースは妖精であり、毎年クリスマス2日前に世界中のポイントに集まり全人類にサンタの心＝子供の笑顔を願う心を親に芽生えさせるのを役割とする。ある日突然生を受け、姿形も生まれた頃から変わらないという。しかしサンタとして人間界に行けるのは試験に合格した者のみである。また、人間の世界にいられるのは通常クリスマス前一週間だけである。
主とサンタの儀式
サンタの世界の主は大きな樹であり、儀式によって人間の世界と主の根を繋げることで人間一人一人にサンタの心を広めることが可能になる。儀式は毎年クリスマスの2日前におこなわれる。場所は睦月達の住んでいる町では村観丘の一番新しい新芽がポイントとなり、そこをサンタたちが取り囲んで一番星が光ると同時に光を打ち上げて主の根と実際に繋ぐことで儀式は完成する。主のいる場所は聖域のように扱われており、そこで生まれたサンタは主の孫娘として高い地位を得る（アクアとマリンが該当）。また、主はサンタと意思疎通を図れるようで（サンタに意思疎通のチカラがあることを考えると特段驚くような話ではない）、アクアとマリンが失踪した際、主はサンタたちに捜索要請を出した。主の地位は相当高いらしく、時の欠片の暴走事故の際過去の花は「いきなり主に会うのは難しい」と発言している。
猛省バッジ＆トナカイの鼻
チカラを失った雪日に主が餞別として花を介して渡したバッジ。「ごめんなさい　反省中」とでかでかと書かれているバッジで雪日はいつも着用することを義務づけられた。しかし単に恥ずかしめて反省させるだけのものではなく、貴重な動物避けの宝石「トナカイの鼻」が少量ながらも原料として含まれているため、猛省バッジにも動物避けの効果がある。つまりチカラを失った雪日を守るためのバッジでもあったわけである。それでも恥ずかしいことには変わりなく、動物避けの効果を知ったナナも結局は身につけたくないという結論に達した。
サンタの世界＆欠片の故郷
サンタクロースたちの生まれ故郷であり暮らしている世界。大きな樹である主がいる世界でもある。ずっと人間の世界で言う冬の季節で常に雪が降っているが実はこの雪、冷たくはない。サンタたちはそれぞれかまくらを模した形の家に住んでいるが、人間には小さすぎて睦月は雪日の家に入ることができなかった。また、欠片にはそれぞれの欠片の故郷となる世界がサンタの世界とは別にあり、サンタの世界に単体で現れた欠片は自動的に故郷へと送られるようになっている。アクアとマリン曰く、欠片の故郷に行くにはそれなりの権力がいるとのこと。
村観丘（むらみおか）
町が村だった頃、村全てが見渡せたという表向きの理由で村観丘と呼ばれている。物語では「サンタの儀式が行われた場所」、「飛行の欠片と意思疎通の欠片を取り戻した場所」、「桜を見にお花見をする場所」、「鈴璃の家（神社）がある場所」と、回を重ねるごとに重要度が増している。
魔法の折り紙
サンタが手紙をやりとりするために使う折り紙、用件を書き、トナカイの形に折ることで人間の世界とサンタの世界すら自在に行き来しメッセージのやりとりを可能にする。紙そのものが持つ魔法なのでチカラを失った状態の雪日でも問題なく使える。また、紙には重量がないらしく儀式の後雪日は花から大量の折り紙を受け取っていたが、特に力を使うこともなく背負えていた。
世界の世界遺産
雪日が転移の欠片を偶然見つけたテレビ番組。咲のお気に入りのテレビ番組でもあり、咲曰くフルタイトルは「正解！ 世界の世界遺産」というらしい。咲は「せかせか」と呼んでいる。「“せかい”がいっぱいで最高」と咲は言っていたが、雪日曰く「『頭痛が痛い』みたいなタイトル」とのこと。
第一回欠片とサンタの大かくれんぼ大会
転移の欠片を取り戻す過程で開かれたかくれんぼ大会。ルールは下記の通り。
1.ゲームは毎日正午から日の沈むまで
2.欠片は自由に動くが、ゲームの間はある場所に留まる。
3.留まる場所は睦月たちが住む町のどこか（欠片が気に入った場所があるとのこと）。
4.ナナの手助けは禁止。
5.見つけたら「欠片みーつけた！」と叫ぶこと。
梅雨もあり、中々欠片を見つけることができずに話は進んだが、夏になり午前中海水浴に行った日に海の近くの灯台のてっぺんで転移の欠片を発見しゲーム終了となった。
ガビンチョス
本作を象徴する擬音。使用例としてはショックを受けたとき予想斜め上で驚いたときなど。本作では「ガーン」や「ガビーン」などの表現はほとんど使われず、ほぼ「ガビンチョス！」で統一されている。初出は第2話である。

## 書誌情報
- 阿部かなり 『サンタクロース・オフ!』 芳文社〈まんがタイムKRコミックス〉、全2巻（2015年9月現在）
  1. 第1巻（2014年11月27日発売 2014年12月12日初版発行）ISBN 978-4-8322-4499-3
  2. 第2巻（2015年9月26日発売 2015年10月11日初版発行）ISBN 978-4-8322-4619-5